# Mikako Kotani
Mikako Kotani (jap. 小谷 実可子, Kotani Mikako; * 30. August 1966 in Tokio) ist eine ehemalige japanische Synchronschwimmerin.

## Erfolge
Mikako Kotani gewann 1986 bei den Weltmeisterschaften in Madrid nach Rang drei in der Mannschaftskonkurrenz ihre erste internationale Medaille. Mit 185,763 Punkten blieben sie ebenso hinter den mit 191,200 Punkten erstplatzierten Kanadierinnen zurück, wie den mit 190,821 Punkten zweitplatzierten US-Amerikanerinnen. Darüber hinaus gelang Kotani auch im Duett mit Megumi Itō mit 185,467 Punkten der Gewinn der Bronzemedaille. Dabei platzierten sie sich ebenfalls hinter den siegreichen Starterinnen Michelle Cameron und Carolyn Waldo aus Kanada mit 196,267 Punkten und den US-Amerikanerinnen Karen Josephson und Sarah Josephson mit 193,401 Punkten.
Zwei Jahre darauf gab sie in Seoul ihr olympisches Debüt und trat bei den Spielen in zwei Wettbewerben an. Im Solo erzielte sie 191,850 Punkte, mit denen sie den Wettkampf hinter der siegreichen Kanadierin Carolyn Waldo mit 200,150 Punkten und Tracie Ruiz-Conforto aus den Vereinigten Staaten mit 197,633 Punkten auf dem dritten Platz abschloss und Bronze gewann. Im Duett trat Kotani gemeinsam mit Miyako Tanaka an. Sie beendeten ihren Wettbewerb mit 190,159 Punkten ebenfalls auf Rang drei, womit Kotani auch im Duett die Bronzemedaille gewann. Bessere Ergebnisse erzielten lediglich Michelle Cameron und Carolyn Waldo mit 197,717 Punkten, die damit Olympiasiegerinnen wurden, sowie Karen und Sarah Josephson mit 197,284 Punkten. Bei der Eröffnungsfeier der Spiele fungierte Kotani als Fahnenträgerin der japanischen Delegation.
Bei den Weltmeisterschaften 1991 in Perth sicherte sich Kotani im Solo eine weitere Bronzemedaille, hinter Sylvie Fréchette aus Kanada auf Rang eins und der zweitplatzierten Kristen Babb aus den Vereinigten Staaten. Mit Aki Takayama wurde sie derweil im Duett Vizeweltmeisterin hinter Karen und Sarah Josephson. 1992 erfolgte in Barcelona Kotanis zweite Teilnahme bei Olympischen Spielen, die jedoch nicht so erfolgreich verliefen wie die in Seoul 1988. Sie ging nur in der Solokonkurrenz an den Start, in der sie in der Qualifikation vorzeitig ausschied. Die Spiele waren Kotanis letzter internationaler Wettkampf.
2007 wurde sie in die International Swimming Hall of Fame aufgenommen. Nach ihrem Karriereende gründete sie eine Synchronschwimmschule und war unter anderem Mitglied des Japanischen Olympischen Komitees und der Athletenkommission des IOC. In Japan ist sie als Kommentatorin und Fernsehpersönlichkeit bekannt.